# Carlos de Baden
El príncipe Carlos de Baden (Karlsruhe, 9 de marzo de 1832-íb. 3 de diciembre de 1906) fue un militar alemán, hijo de Leopoldo I, gran duque de Baden.

## Biografía
Fue el sexto de los ocho hijos de Leopoldo I, gran duque de Baden, y su mujer Sofía Guillermina de Suecia, hija de Gustavo IV Adolfo de Suecia. Carlos tuvo por hermanos a:
- Alejandrina (1820-1904), casada con el duque Ernesto II de Sajonia-Coburgo-Gotha (1818-1893); sin descendencia.
- Luis (1822).
- Luis II (1824-1858), gran duque de Baden.
- Federico (1826-1907), gran duque de Baden. Casado con Luisa de Prusia (1838-1923); con descendencia.
- Guillermo (1829-1897), general prusiano. Casado con María Maximilianovna de Leuchtenberg; con descendencia.
- María (1834-1899), casada con el príncipe Ernesto Leopoldo de Leiningen (1830-1904); con descendencia.
- Cecilia (1839-1891), conocida más tarde como Olga Fiódorovna, casada con el gran duque Miguel Nikoláyevich de Rusia (1832-1909), hijo de Nicolás I de Rusia y hermano de Alejandro II de Rusia; con descendencia.

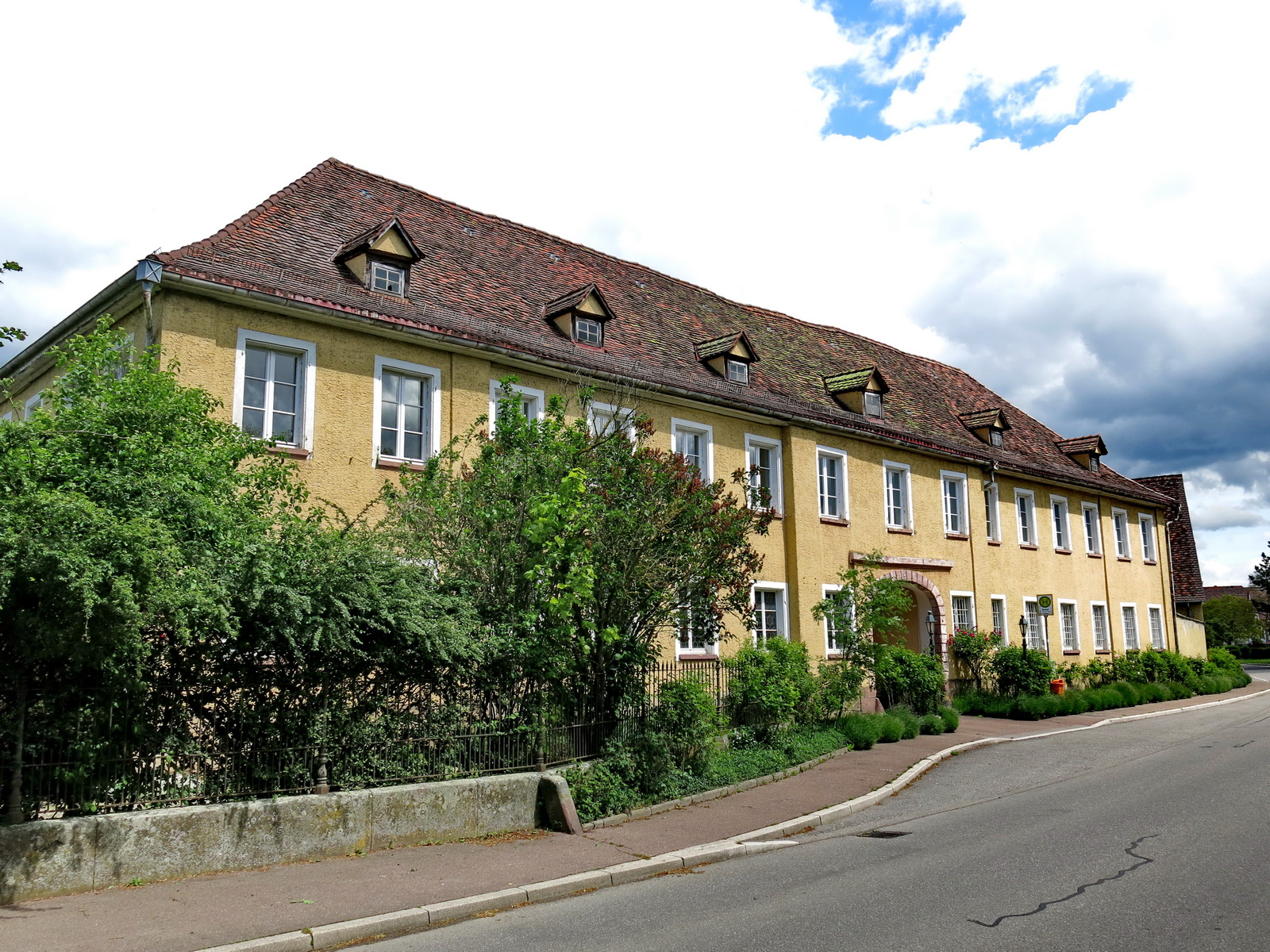
Vista de la fachada principal del castillo de Bauschlott (Schloss Bauschlott) en que residió Carlos y su familia, desde que contrajo matrimonio en el castillo en 1871.

Comenzó su carrera militar en el ejército del Imperio austríaco el 8 de agosto de 1851. En 1859 participó en la batalla de Solferino, como mayor del  Sexto Regimiento de Dragones. Esta actuación le valdría ser condecorado con la Cruz del Mérito Militar. Desde agosto de ese año de 1859 pasó a residir en Viena. Dos años después abandonó el servicio activo, al que volvería en 1865.
Dejó su servicio en el ejército imperial austríaco el 12 de mayo de 1866 cuando se incorporó al ejército del gran ducado de Baden. En ese momento conoció a la baronesa Rosalie von Beust, que era dama de su cuñada María Maximilianovna de Leuchtenberg, esposa de su hermano Guillermo. Ambos iniciaron una relación a pesar de la diferencia de rango entre ambos, pues Carlos era miembro de una familia soberana y Rosalie procedía de una familia de la pequeña nobleza local.
Su hermano Federico elevaría a Rosalie al rango de condesa de Rhena el 8 de mayo de 1871, en previsión de su próximo enlace morganático con Carlos que se produjo el 17 de mayo de ese año en el castillo de Bauschlott, que se convertiría en la residencia principal de la nueva familia que formaban. La pareja tuvo un hijo Federico, que fue primero militar y después diplomático y murió célibe.
Carlos murió en Karlsruhe el 3 de diciembre de 1906, siendo enterrado en el mausoleo familiar de la ciudad, la Capilla Sepulcral de los Grandes Duques de Baden.

## Títulos, órdenes y cargos

### Títulos
| ● 9 de marzo de 1832-3 de diciembre de 1906: | Su Alteza Granducal el príncipe Carlos de Baden |

### Órdenes

#### Gran ducado de Baden
- Caballero gran cruz de la Orden de la Fidelidad.
- Caballero gran cruz de la Orden al Mérito Militar de Carlos Federico.

#### Extranjeras
- Caballero de la Orden del Águila Negra con cadena ( Reino de Prusia)
- Condecorado con la Cruz de Hierro con banda blanca. ( Reino de Prusia)
- Caballero gran cruz de la Orden de la Corona ( Reino de Wurtemberg)
- Caballero gran cruz de la Orden de San Esteban de Hungría ( Imperio austrohúngaro)

### Cargos
- Miembro de la Primera Cámara de los Estados de Hesse.